# Hani Handżur
Hani Salih Handżur, Hani Saleh Hanjour (arab. ‏هاني صالح حنجور‎, Hānī Ṣāliḥ Ḥanǧūr; ur. 13 sierpnia 1972 w At-Ta’ifie, zm. 11 września 2001 w Arlington) – saudyjski terrorysta, zamachowiec samobójca, pilot i jeden z pięciu porywaczy samolotu linii American Airlines (lot 77), który uderzył w Pentagon, w czasie zamachów z 11 września 2001.

## Życiorys
Przeszedł szkolenie w jednej z prywatnych szkół w Arizonie, po czym w kwietniu 1999 roku zdobył licencję pilota komercyjnego. W trakcie przygotowań do zamachu, konkretnie w sierpniu 2001 roku, Handżur udał się na lotnisko Maryland w Bowie chcąc wynająć samolot ćwiczebny, aby przygotować się dobrze do swojego zadania. Wynajął mały samolot Cessnę 172, jednak z notatek jego instruktora Marcela Bernarda wynika, że Handżur był słabym pilotem: „Bardzo duże trudności ucznia z najprostszymi czynnościami, nerwowość w posługiwaniu się urządzeniami pokładowymi, ogólny brak wyczucia maszyny i trudności z lądowaniem jednosilnikowej Cessny”. To tylko fragmenty notatek Bernarda udostępnionych mediom po 11 września. Handżur miał także duże trudności z językiem angielskim. Po kilku tygodniach Handżur stwierdził, że jest już dobrze przygotowany i odbył ostatnie narady ze swoimi kolegami-pilotami z pozostałych samolotów: Muhammadem Atą, Marwanem asz-Szihhim i Zijadem Dżarrahem. Wkrótce potem porwał i rozbił lot 77 o budynek Pentagonu, ginąc na miejscu.